# Helicteres laciniosa
Helicteres laciniosa är en malvaväxtart som beskrevs av Cristóbal. Helicteres laciniosa ingår i släktet Helicteres och familjen malvaväxter. Inga underarter finns listade i Catalogue of Life.

## Bildgalleri

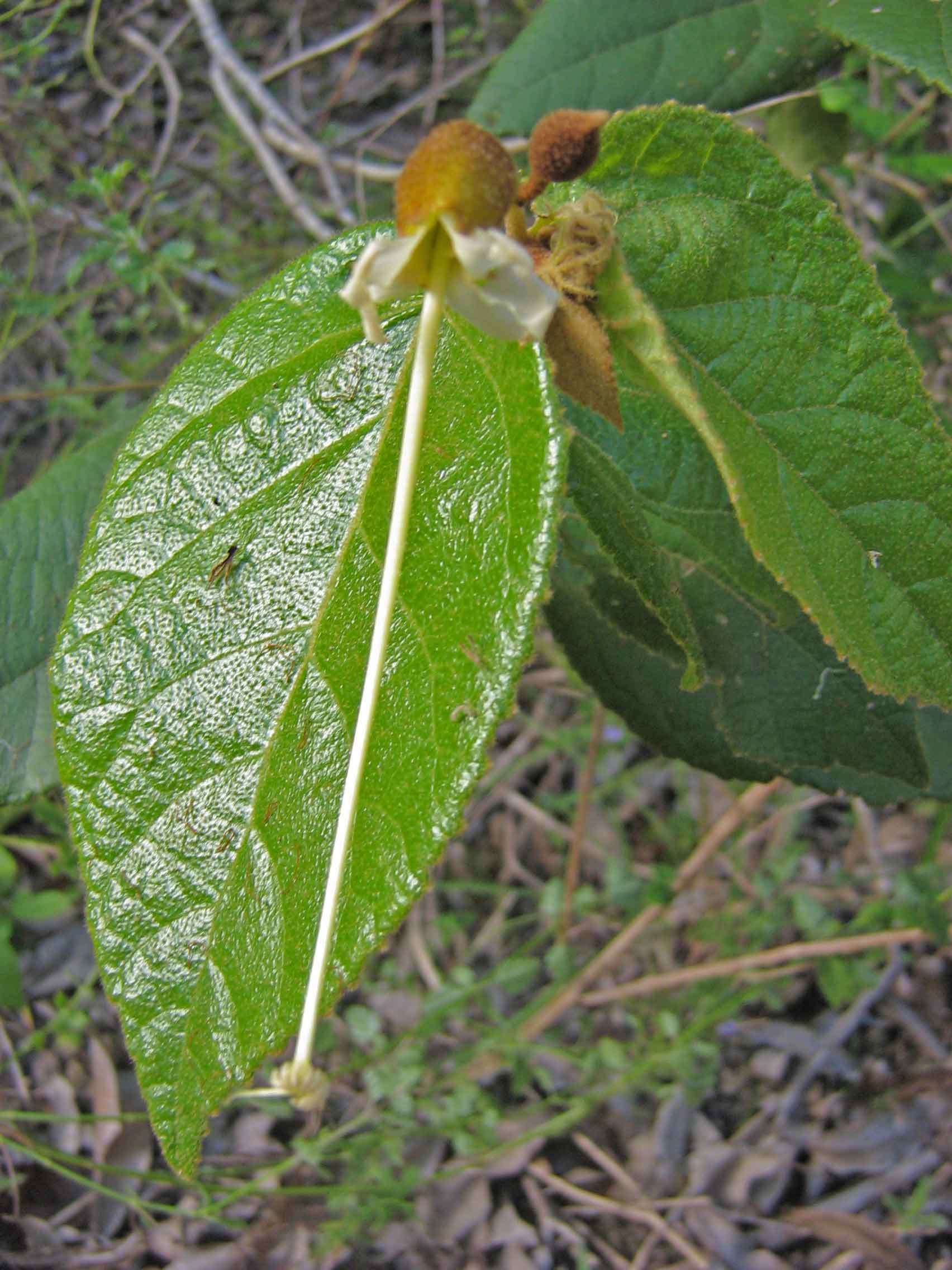